# ナウルの在外公館の一覧

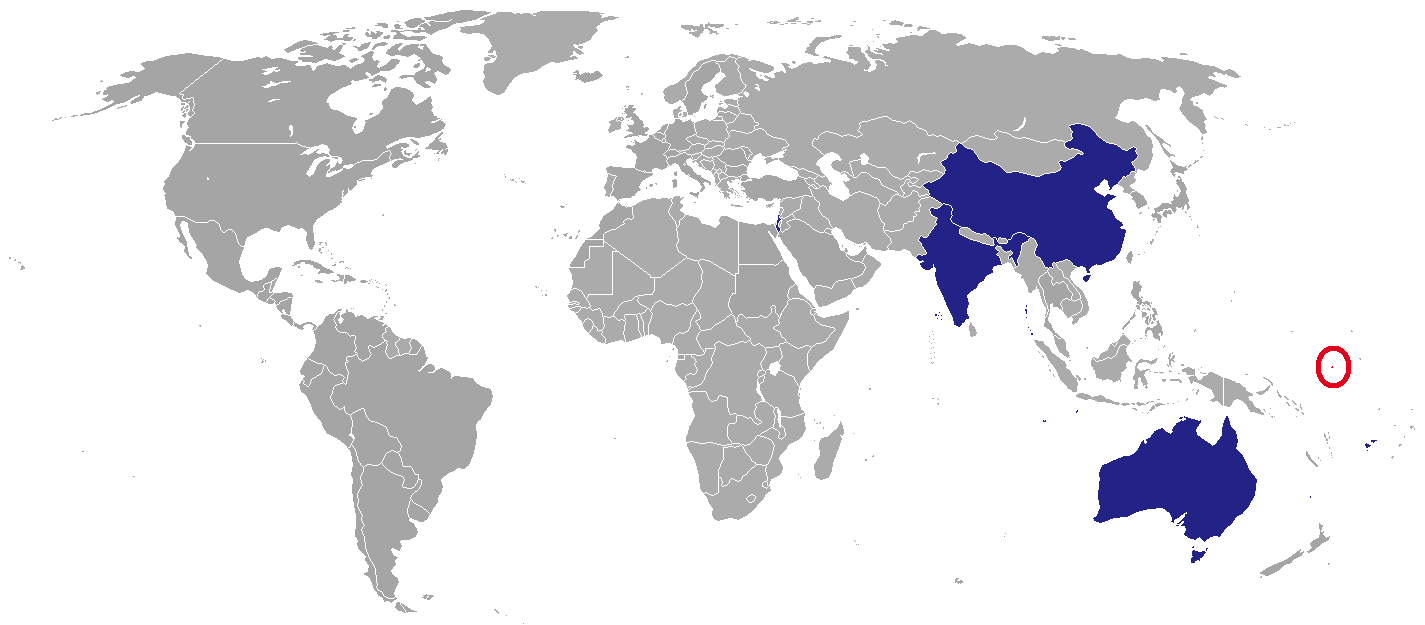
ナウルの在外公館が設置されている国

ナウルの在外公館の一覧では、ナウル共和国が設置している在外公館（外交使節団）を挙げる。ナウルが開設している在外公館は、非常に数が少ない。

## アジア
- インド
  - 在インド高等弁務官事務所（ニューデリー）[1]
- タイ
  - 在バンコク総領事館（バンコク）

## オセアニア
- オーストラリア
  - 在オーストラリア高等弁務官事務所（キャンベラ）[2]
  - 在ブリスベン総領事館（ブリスベン）
- フィジー
  - 在フィジー高等弁務官事務所（スバ）

## 国際機関代表部
- 国際連合
  - 国際連合代表部（ニューヨーク）

## 閉鎖された在外公館

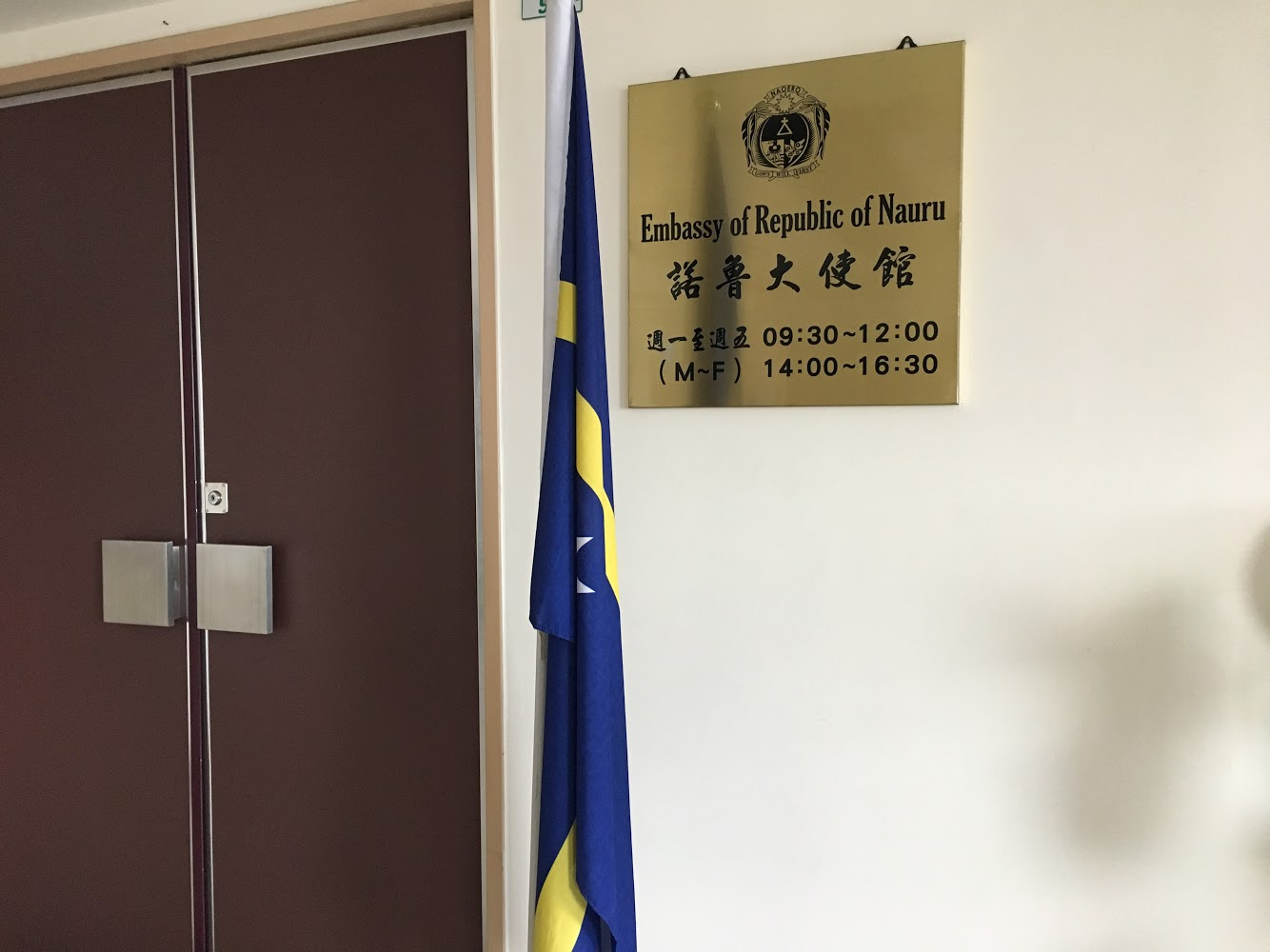
在中華民国ナウル大使館（2024年閉鎖）

| 接受国           | 都市           | 種別   | 閉鎖   | 備考  |
| ---------------- | -------------- | ------ | ------ | ----- |
| アメリカ合衆国   | ワシントンD.C. | 大使館 | 2003年 | [ 3 ] |
| 中華人民共和国   | 北京           | 大使館 | 2003年 | [ 4 ] |
| 中華民国（台湾） | 台北           | 大使館 | 2024年 | [ 5 ] |
| 日本             | 東京           | 領事館 | 1989年 | [ 6 ] |